# Gestelnburg
Die Ruine der Gestelnburg, einer Felsenburg, liegt oberhalb des Dorfes Niedergesteln im Kanton Wallis, Schweiz, auf einem Felsgrat, der Feschti genannt wird. Die Burg wurde im 11. Jahrhundert von der einflussreichen Familie de la Tour erbaut, die auf Deutsch auch die Herren vom Turn genannt werden. Die Herrschaft dieser Familie nahm während der Kriege mit dem Bischof von Sitten in der zweiten Hälfte des 14. Jahrhunderts ein Ende, und im Jahre 1384 wurde die Burg von den Oberwallisern endgültig zerstört. Genau 600 Jahre danach ist die Ruine restauriert und besser zugänglich gemacht worden. Unter der Burg befindet sich eine Höhle aus der letzten Eiszeit, genannt Feschtiloch. Die Gestelnburg ist ein schweizerisches Kulturgut von nationaler Bedeutung.

## Ursprung der Namen
Während der Herrschaft der Familie de la Tour wurde in der Burggegend noch Französisch gesprochen. Die Burg wurde damals Châtillon genannt, was heute château oder auf Deutsch Burg heissen würde. Lateinisch heisst dies castellum (auf Deutsch Kastell, Englisch castle), und Gesteln stellt dessen Abwandlung dar. Die Siedlung unterhalb der Burg hiess Bas-Châtillion, wovon sich der Name Niedergesteln ableitet. Auf Deutsch heisst bas niedrig. Die Ortschaft Obergesteln im Goms, im Oberwallis, scheint in keinen Zusammenhang mit Niedergesteln zu stehen, obwohl deren Name einen ähnlichen Ursprung hat. Der Name des Felsrückens Feschti stammt vermutlich vom Festung ab, und das Feschtiloch ist nichts anderes als das Loch unter der Festung.

## Lage und Zugang

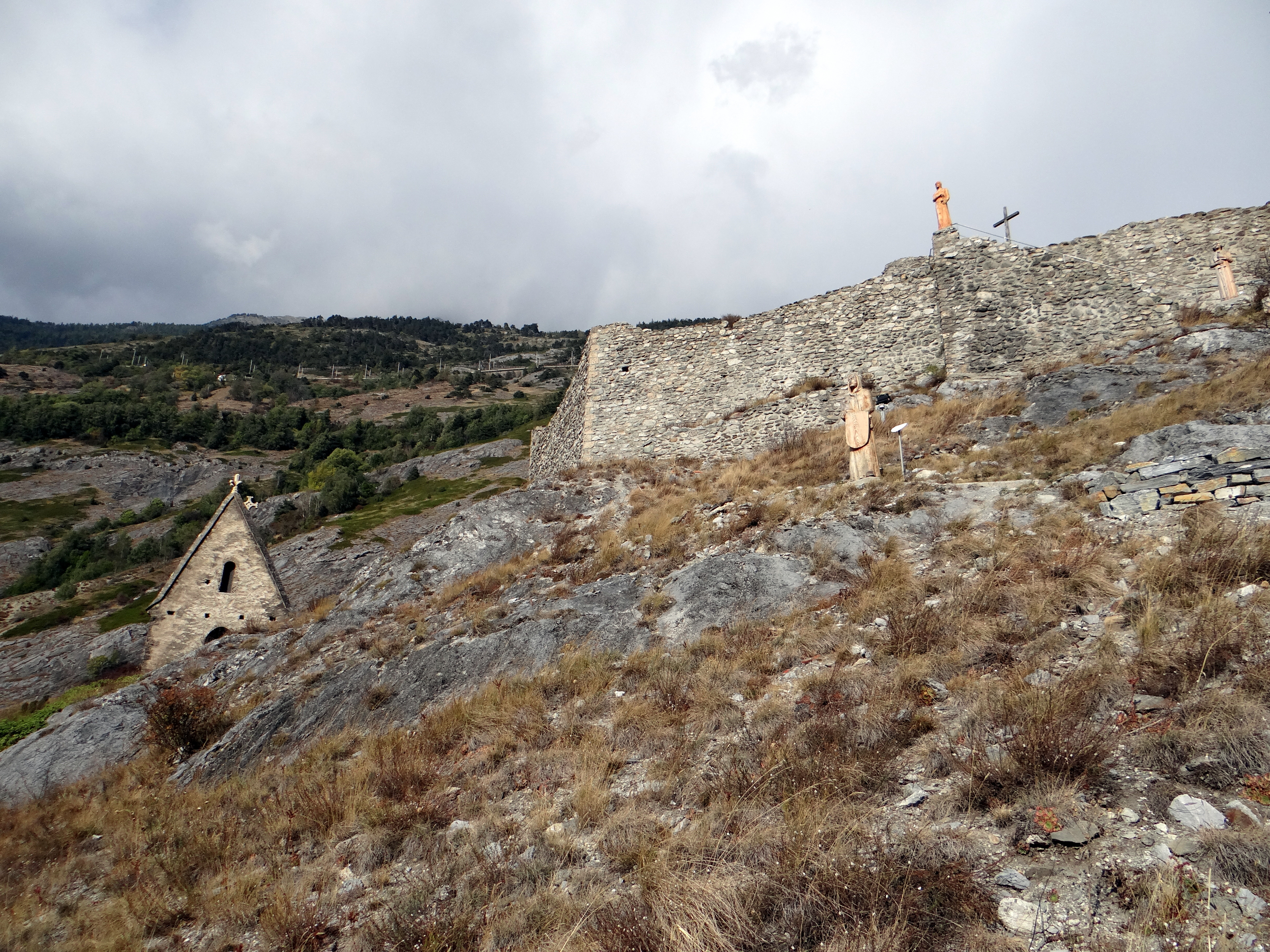
Ruine und Holzskulpturen von unten gesehen.

Die Ruine liegt auf einem Felsrücken knapp 100 Höhenmeter über dem Dorf. Sie kann man bequem vom Dorf über einen breiten Weg erreichen, wobei man von lebensgrossen Holzskulpturen, welche die Freiherren de la Tour darstellen, begleitet wird.  Rechts sind Überreste der untersten Befestigungsmauern, der Wasserzisterne und der Wirtschaftsgebäude zu erkennen. Weiter oben befindet sich das eigentliche Burggebäude mit einem Grundriss mit den Abmessungen von etwa 40 auf 13 Metern. Es nimmt die ganze Breite des Felsrückens ein und seine Mauern haben eine eindrückliche Dicke von bis zu drei Metern. Bergwärts befindet sich ein Graben, der einerseits das Burggebäude von oben schützte, anderseits ein Hindernis zum obersten Teil der Burg darstellt. Der oberste Teil der Burg wurde von einem runden Turm beherrscht. Heute sind nur noch Reste der Turmmauern sichtbar, und an dieser Stelle wurde ein Holzkreuz errichtet. Der Turm wurde von weiteren Mauern und von oben durch einen weiteren Graben geschützt. Diese Anlage konnte sehr gut verteidigt werden und war in der Lage, Belagerungen erfolgreich standzuhalten.

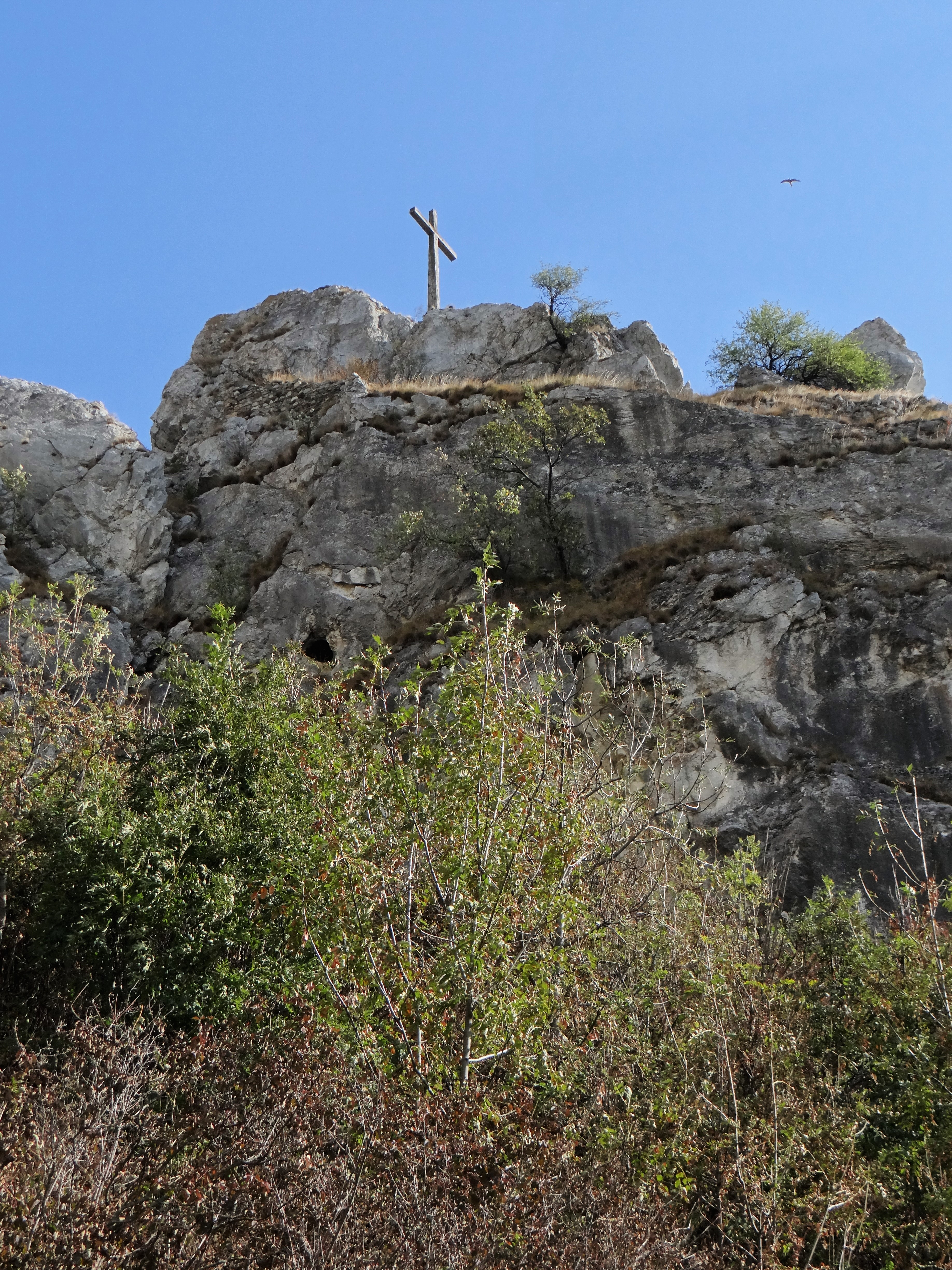
Das Holzkreuz an der Stelle des ursprünglichen Turms

## Geschichte
Die Gestelnburg war der Sitz der Familie de la Tour, die auf Deutsch die Herren von Turn genannt wurden. Im Wallis war dies eine der mächtigsten Feudalfamilien im späten Mittelalter. Die Familie stammt vermutlich von den Freiherren Tour du Pin aus der Dauphiné ab, deren Nachkommen sich im Wallis im 12. Jahrhundert angesiedelt haben. Amédée de la Tour (auf Deutsch auch Amadeus vom Turn genannt) war zu dieser Zeit Bischof von Sitten und gehörte auch dieser Familie an. Die Familie de la Tour verbündete sich damals mit den ansässigen Rittern, und sie erbauten die Gestelnburg vermutlich zusammen. Es ist hingegen klar belegt, dass im Jahre 1235 die Burg bereits aufgebaut war und der Familie de la Tour gehörte. Zu diesem Zeitpunkt war diese Familie im Wallis sehr einflussreich. Sie besass nicht nur dort verschiedene Ländereien, sondern auch im Chablais, im Berner Oberland und in Freiburg.
Die zweite Hälfte des 14. Jahrhunderts war von Kämpfen zwischen den grossen Feudalfamilien und dem Bischof von Sitten gekennzeichnet. Die grössten Feindseligkeiten wurden zwischen dem Bischof Guichard Tavelli (auf Deutsch auch Witschard Tavel genannt) und Antoine de la Tour ausgetragen. Im Jahre 1362 überfiel Antoine das Schloss in Granges, den Sitz der Familie Tavelli. Danach plünderten die bischöflichen Truppen viele der Besitztümer der Familie de la Tour. In der Zwischenzeit stellten sich auch die Oberwalliser gegen diese Familie. Sie zerstörten Niedergesteln und belagerten die Gestelnburg, letzteres aber ohne Erfolg. Der geschwächte Antoine suchte Hilfe bei Amadeus VII. von Savoyen, der mit seinem Heer ins Wallis eingedrungen war. 1375 erreichten die Anfeindungen mit dem Mord an Bischof Guichard Tavelli durch die Söldner von de la Tour auf der unweit gelegenen Burg Seta ihren Höhepunkt. Inzwischen drangen die Oberwalliser weiter das Tal herab vor und konnten das Heer von Antoine bei Saint-Léonard endgültig schlagen. Dabei wurde Antoine schwer verwundet, konnte sich aber nach Savoyen retten. Von dieser Niederlage erholte sich die Familie de la Tour nicht mehr. Jedoch wurde die Burg erst 1384 von den Oberwalisern eingenommen und endgültig zerstört. Antoine wird von einer der Holzskulpturen an der Gestelburg dargestellt.

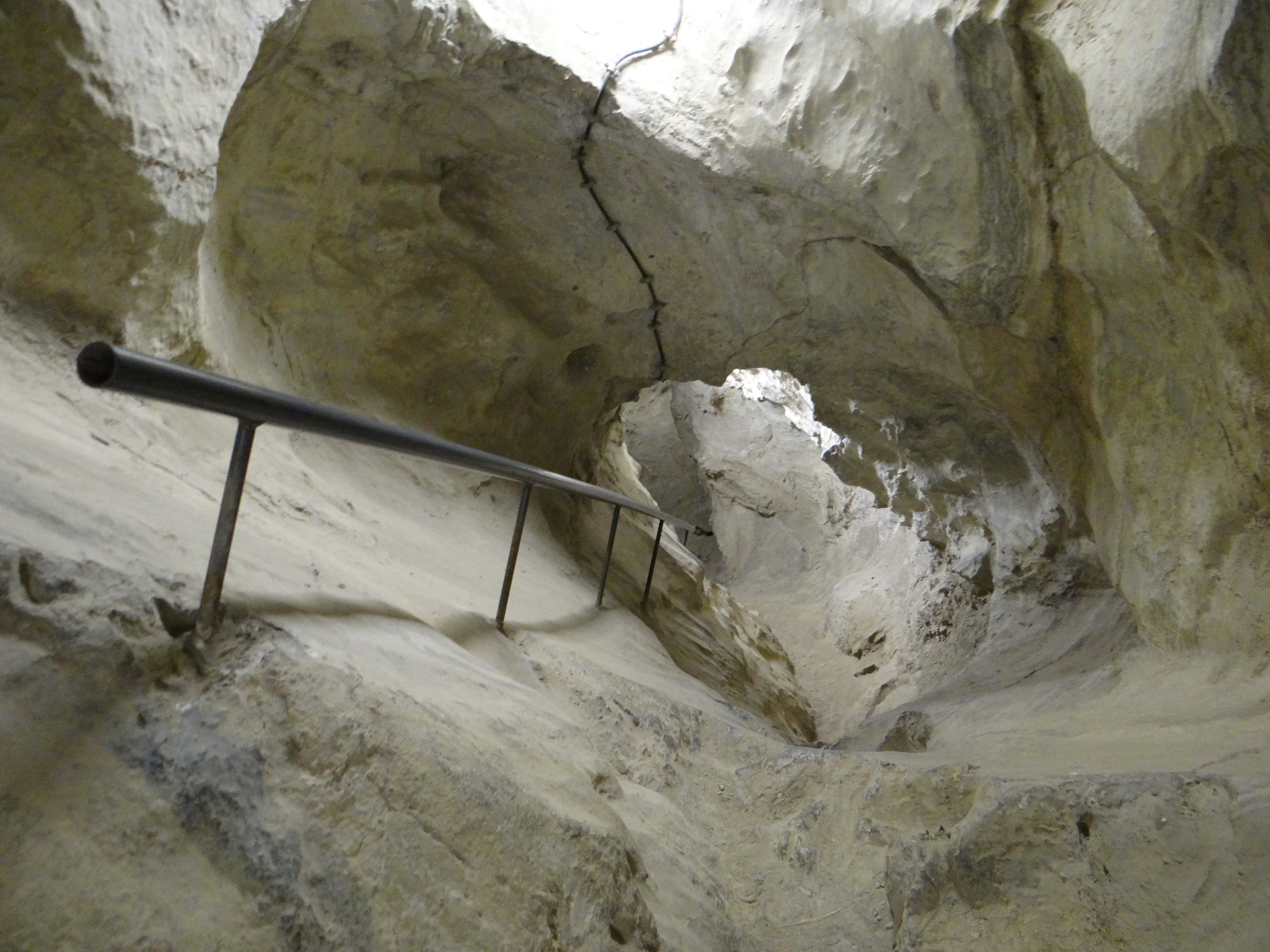
Blick in das Festiloch

Genau 600 Jahre nach der Zerstörung der Burg, also im Jahre 1984, wurde die Stiftung Pro Castellione gegründet. Ihr Ziel war es, Ausgrabungen durchzuführen und die Burganlage zu restaurieren. Die Arbeiten wurden 1993 abgeschlossen. Der bemerkenswerteste Fund bei den Ausgrabungen waren zahlreiche Teile eines Kachelofens, die heute im Museum von Sitten aufbewahrt werden. Auf den Kacheln befinden sich Reliefs mit Mustern, Blumen, Tieren und Menschen. Die Art dieser Darstellungen weist auf eine Entstehungszeit in der ersten Hälfte des 14. Jahrhunderts hin, was zeitlich mit dem Höhepunkt der Familie de la Tour zusammenfällt. Die Holzskulpturen wurden auch von dieser Stiftung aufgestellt.

## Sagen
Es gibt mehrere Sagen zum Feschtiloch, die meist ähnlich sind. Deswegen wird hier nur eine Variante geschildert: Im Feschtiloch gibt es drei Gänge, und in einem sind drei Kessel voll Geld zu finden. Jeder Kessel wird von einem Tier bewacht: der erste von einer Giftschlange, der zweite von einer Kröte und der dritte von einem Löwen. Am heiligen Abend kann man das Geld mitnehmen, aber vorher muss man jedem Tier einen Kuss geben. Dies muss aber exakt während der Wandlung in der heiligen Messe geschehen. Zudem sind die Kessel nicht einfach zu finden, weil diese auch nur während der Wandlung sichtbar sind. Wegen all dieser Schwierigkeiten hat anscheinend noch niemand die Kessel wegtragen können, und sie liegen vermutlich immer noch dort.